# Seznam senegalskih filozofov
Seznam senegalskih filozofov.

## D
- Souleymane Bachir Diagne (1955- )
- Cheikh Anta Diop (1923 – 1986)
- Boubacar Boris Diop (1946 -) (pisatelj)

## S
- Léopold Sédar Senghor (1906 - 2001)